# 葛起鵬
葛起鵬（1833年10月23日—1903年），字飛千、又字味荃，號南雲，晚號倦翁，江蘇太倉直隸州嘉定縣人，清朝政治人物。

## 履歷生平
- 咸豐十一年（1861年），試用縣丞[4]
- 同治元年（1862年）壬戌恩科順天鄉試舉人[3]
- 同治某年，署成都縣知縣[3]
- 同治十三年（1874年），署合江縣知縣[5]
- 光緒二年（1876年），署梁山縣知縣[6]
- 光緒二年（1876年）七月，石泉縣知縣[7]
- 光緒五年（1879年），充己卯科四川鄉試大門點名官[8]
- 光緒某年，署彭縣知縣[9]
- 光緒九年（1883年），署榮縣知縣[10]
- 光緒十二年（1886年），署鄰水縣知縣[11]
- 光緒某年，署忠州直隸州知州
- 光緒某年，補瀘州直隸州知州[12][13]
- 光緒十三年（1887年）二月，被劉秉璋參奏油滑取巧，著即革職[14]
- 光緒二十二年（1896年）五月，調赴北洋差遣[15][16]
- 賞戴花翎，欽加運同銜，歷充庚午科、癸酉科、乙亥恩科四川鄉試同考官，誥授朝議大夫，加十三級紀錄二十六次[9]，處理教會與洋務事件，不失國體。善詩詞古文，喜收藏金石、錢幣，尤留意搜集家鄉文獻。與王文思、楊恆福齊名，有「三才」之稱。著有《食德齋詩文集》、《歷代治河考略》、《嘉定錢氏藝文分類》等九種。
- 光緒二十九年（1903年）卒，享年七十一歲。